# Kameničany
Kameničany este o comună slovacă, aflată în districtul Ilava din regiunea Trenčín. Localitatea se află la altitudinea de 237 m deasupra n.m., se întinde pe o suprafață de 5,08 km2 și în 2017 număra 554 de locuitori.

## Istoric
Localitatea Kameničany este atestată documentar din 1193.

## Demografie
| An:                | 1994 | 2004   | 2014    | 2024   |
| ------------------ | ---- | ------ | ------- | ------ |
| Număr de persoane: | 445  | 466    | 540     | 550    |
| Diferență:         |      | +4,71% | +15,87% | +1,85% |

| An:                | 2023 | 2024   |
| ------------------ | ---- | ------ |
| Număr de persoane: | 551  | 550    |
| Diferență:         |      | −0,18% |